# Liste der Bischöfe von Noli
Die folgenden Personen waren Bischöfe von Noli (Italien):
- Guglielmo (1239–1248)
- Filippo (1248–1262)
- Nicolò (erwähnt 1262)
- Pastore (erwähnt 1263)
- Ugolino (erwähnt 1292 und 1293)
  - Leonardo Fieschi (1303–1317) (Apostolischer Administrator)
- Sinibaldo (erwähnt 1317)
- Teodesco (prima del 1328–1346)
- Amedeo d’Alba, OFM (1346–1366)   
  - Giovanni Fieschi (1366–1381) (Apostolischer Administrator)
- Luchino, OFM (1381–1396) (auch Bischof von Neopatro)
- Corrado Chiavica (1396–?)
- Marco (1406–1437)
- Marco Vigerio, OFM (1437–1447 ?)
  - Giorgio Kardinal Fieschi (1447 ?–1448) (Apostolischer Administrator)
- Napoleone Fieschi (1448–1459) (auch Bischof von Albenga)
- Paolo Giustiniani (1459–1485)
- Domenico Vacchiero (1485 ?–1502) (auch Bischof von Ventimiglia)
- Galeotto della Rovere (1502–1503)
  - Lorenzo de Mari Cibo (1503) (Apostolischer Administrator)
- Antonio Ferrero (1505) (auch Bischof von Gubbio)
- Gian Francesco Foderato (1505–1506)
- Vincenzo Boverio (1506–?)
- Gaspare Doria (1519–?)
- Vincenzo d’Aste (1525– vor 1534)
  - Girolamo Kardinal Doria (1534–1549) (Apostolischer Administrator)
- Massimiliano Doria (1549–1572)
- Leonardo Trucco (1572– vor 1588)
- Timoteo Berardi, OCarm (1588–1616)
- Angelo Moscardi (1616 ?–1645)
- Stefano Martini (1647–1687)
- Giacomo Porrata (1687–1700)
- Paolo Andrea Borelli, B (1700–1710)
- Giuseppe Sauli Bargagli, CRM (1710–1712)
- Marco Giacinto Gandolfo (1713–1738)
- Costantino Serra, CRS (1738–1746) (auch Bischof von Albenga)
- Antonio Maria Arduini, OFMConv (1746–1777)
- Benedetto Solaro, OP (1778–1814)
- Sedisvakanz (1814–1819)
  - Vincenzo Maria Maggiolo (1819–1820) (Apostolischer Administrator)
- Bistum wird mit dem Bistum Savona vereinigt, Fortsetzung unter Liste der Bischöfe von Savona